# Cerotelion striatum
Cerotelion striatum is een muggensoort uit de familie van de Keroplatidae. De wetenschappelijke naam van de soort is voor het eerst geldig gepubliceerd in 1790 door Gmelin.